# Trigonobela nebridopepla
Trigonobela nebridopepla là một loài bướm đêm trong họ Crambidae.